# Lerista haroldi
Lerista haroldi — вид сцинкоподібних ящірок родини сцинкових (Scincidae). Ендемік Австралії.

## Поширення і екологія
Lerista haroldi мешкають на західному узбережжі Західній Австралії, від Гналару на південь до миса Кюв'є. Вони живуть на сухих прибережних дюнах.

## Збереження
МСОП класифікує цей вид як такий, що перебуває під загрозою зникнення. Lerista haroldi загрожує знищення природного середовища, спричинене надмірним випасом худоби.